# Кривой Колдаман
Кривой Колдаман (каз. Қыңыр Қалдаман көлі) — озеро в Дубровинском сельском округе Мамлютского района Северо-Казахстанской области Казахстана. Находится в 9 км к юго-востоку от села Сенжарка и в 5 км к юго-востоку от села Пчелино
По данным топографической съёмки 1940-х годов, площадь поверхности озера составляет 1,27 км². Наибольшая длина озера — 2,4 км, наибольшая ширина — 0,8 км. Длина береговой линии составляет 6,2 км, развитие береговой линии — 1,54. Озеро расположено на высоте 136,6 м над уровнем моря. По современным данным площадь озера 120 га.
Озеро входит в перечень рыбохозяйственных водоёмов местного значения.